# プロタゴラス (対話篇)
『プロタゴラス』（プロータゴラス、希: Πρωταγόρας、英: Protagoras）とは、プラトンの初期対話篇の1つ。副題は「ソフィストたち」。

## 構成

### 登場人物
- ソクラテス - 36歳頃。
- ソクラテスの友人 - 冒頭でソクラテスの話の聞き役として登場。
- ヒッポクラテス - 富裕な家の子息であり、国家的人物になることを目指している志高い一青年。
- プロタゴラス - アブデラ出身の代表的なソフィストの一人。ソフィストの中では最年長かつ最も高名。60歳頃。
- プロディコス - ケオス島出身の代表的なソフィストの一人。
- ヒッピアス - エーリス出身の代表的なソフィストの一人。その名を冠した対話篇『ヒッピアス (大)』『ヒッピアス (小)』もある。
- カリアス（カリアス3世） - ヒッポニコス3世の息子。アテナイ随一の富豪で、ソフィスト達のパトロン。
- クリティアス[1] - 名家の子息。後の三十人政権の首謀者。『カルミデス』等にも登場。27歳頃。
- アルキビアデス[1] - 名家の子息にして美少年。後に政治・軍事指導者となり、ペロポネソス戦争では主戦論を展開してニキアスの和約を破り戦争再開、その後亡命生活を繰り返すなど波乱の人生を送る。『饗宴』にも登場。18歳頃。

### 時代・場面設定
紀元前433年頃のアテナイにて。
ソクラテスが友人に呼び止められるところから話は始まる。美少年アルキビアデスを追い回していたのかと軽口を叩く友人に、確かに先程まで一緒にいたこと、しかし、共にいた当代随一のソフィストであるプロタゴラスに夢中になって、アルキビアデスには気を取られなかったことを述べる。友人はプロタゴラスの話を聞きたがり、ソクラテスは話を始める。
今朝未明、青年ヒッポクラテスが興奮した様子でソクラテスの家に訪ねてきた。プロタゴラスがアテナイに来て、カリアスの家に滞在している、彼に教えを請いたいが、自分はまだ若過ぎるし、面識も無いので、ソクラテスに仲立ちをしてもらいたいという。
ソクラテスとヒッポクラテスは空が明るくなるまで中庭で歩きながら、ソフィストがいかなるものかについての問答を交わし、それからカリアスの家へ向かう。
こうしてソクラテスはカリアスの家でプロタゴラスらと問答を交わし、そこを立ち去るまでが描かれる。

### 特徴・補足
上記の通り、本作は、『リュシス』『カルミデス』等と同じく、かつての対話をソクラテスが読者（友人）に語るという体裁を採っており、純粋な対話篇（ダイアローグ）と異なり、解説（ナレーション）が交じっている。
他にソフィストを扱った対話篇としては、初期のものでは『ヒッピアス (大)』『ヒッピアス (小)』『エウテュデモス』『ゴルギアス』が、後期のものでは『ソピステス』がある。

## 内容
青年ヒッポクラテスに請われて、カリアスの家に滞在しているプロタゴラスを訪ねたソクラテスは、彼と「徳は教えられるか否か」をはっきりさせるべく、「徳」についての問答をかわす。
ソクラテスは、プロタゴラスの主張を崩すことには成功したが、しかし、その問答の結果、「徳は教えられない」と主張していたはずのソクラテスが、「徳は知識である」ことを示すことに躍起になり、「徳は教えられる」と主張していたはずのプロタゴラスが、「徳は知識以外の何ものか」であることを示そうと懸命になるという、滑稽な事態に陥ってしまった。
ソクラテスは、プロタゴラスと再度別の機会に議論をすることを約束して、カリアスの家を後にする。

### 導入
ソクラテスは友人に呼び止められ、先程まで一緒にいたプロタゴラス等との話をせがまれ、話し始める。
今朝未明、青年ヒッポクラテスがソクラテスの家にやって来て、カリアスの家にプロタゴラスが滞在しており、彼に教えを請いたいので仲立ちして欲しいと頼んできた。2人は外が明るくなるまで中庭で時間潰しがてら、ソフィストがいかなる者であり、自分自身の「魂の世話」を委ねるのに値する者なのかについて、問答を交わす。

### カリアスの家に到着
2人がカリアスの家に着くと、回廊では逍遙（そぞろ歩き）をしているプロタゴラスとその取り巻きが、別の回廊では高椅子に腰掛けたヒッピアスとその取り巻きが、客室の一室ではまだ寝具にくるまって横になったままのプロディコスとその取り巻きが、三派に分かれて話をしていた。
ソクラテスはプロタゴラスの元へ行き、ヒッポクラテスを紹介、彼がプロタゴラスに教えを請いたいと言うので、そのことでプロタゴラスと話がしたいと要請。ヒッピアスやプロディコス等も全員集めて話をすることになる。

### プロタゴラスとソクラテスの問答1

#### 「徳」の部分と関係性
ソクラテスは、プロタゴラスに教えを受けるとどういう「効果」があるのか問う。プロタゴラスは、「日に日に優れた人間になる」と答える。ソクラテスは、具体的に「何に関して」そうなるのか問う。プロタゴラスは、「家や国家公共事に関して有能者になる」と答える。ソクラテスは、自分はそうしたもの（徳）は教えることができないと考えているので、「徳は教えることができる」ということを、示してもらいたいと述べる。
プロタゴラスは長々と物語風の弁説を行う。ソクラテスはそれを賞賛しつつも、問答を行ってもらえるよう頼む。
ソクラテスは、先の話に出てきた、「徳」と、「正義」「節制」「敬虔」（更には、「勇気」「知恵」）等の関係を問う。プロタゴラスは、「正義」「節制」「敬虔」等は「徳」の部分だと答える。それは「顔」と「鼻」「目」「耳」等の関係と同じだという。ソクラテスは、それら部分はそれぞれ別々で、機能も異なるのか問う。プロタゴラスは、同意する。ソクラテスは、それではそれら部分（例えば「正義」と「敬虔」）は相反する関係になってしまうのではないか、したがって実際はそれらは同じか類似的・相似的なものではないのかと指摘。プロタゴラスは、この話はそんなに極端で単純ではないと言葉を濁す。
続いてソクラテスは、「それぞれの概念には反対概念が1つしかない」という同意と、「「節制」と「無分別」、「分別」と「無分別」はそれぞれ反対概念」という同意を踏まえて、「「節制」と「分別」が同一のもの」（部分同士が同一）になってしまうことを指摘。先の議論との矛盾を顕わにする。プロタゴラスも、同意する。
続いてソクラテスは、（「相対主義的な主張」で有名な）プロタゴラスの言う「善」とは、「人間にとって」の「善」なのか問う。プロタゴラスは、そうでもあり、そうでない場合もあると、相対主義的に様々な場合の「善」をまくし立てる。

### ソクラテスに対する引き止め
ソクラテスは、自分は記憶力が良くないので、受け答えは短く頼むと要請。プロタゴラスは、討論相手の言われるがままにやり取りしたら、誰に対しても優位に立つことはできないと反論。
ソクラテスは、帰ろうとするも、カリアス、アルキビアデス、クリティアス、プロディコス、ヒッピアス等に引き止められる。結局、プロタゴラスが質問側に回り、ソクラテスが答え終わったら、ソクラテスが質問する側に回るというルールで落ち着く。

### 詩についてのやり取り(戯れ)
プロタゴラスは、詩を題材に、「徳」について述べていくことにする。プロタゴラスは、シモニデスの詩を引用し、これが正しく作られているか問う。ソクラテスは、正しく作られていると答える。プロタゴラスは、詩の後部を述べ、詩の内容が矛盾している（先に「優れた人間になることは難しい」と言っておきながら、後で「優れた人であることは難しい」という他者の主張を批判している）ことを指摘。
ソクラテスは反論に苦慮し、時間稼ぎのために、（シモニデスと同郷であり、「細かな名辞の使い分け」で知られる）プロディコスに話しかけ、「なる」と「ある」は別ものではないかと問う。プロディコスは、肯定する。ソクラテスは、それを受けて、問題の詩は「徳を身に付けて優れた人間になることは難しいが、一旦優れた人間になりさえすれば、徳を所有し続けるのは容易である」と述べているのであり、矛盾は無いと述べる。
プロタゴラスは、徳を所有することを、そのように取るに足らないものと主張しているのはおかしいと指摘。ソクラテスは、プロディコスに話しかけ、詩の「困難」の意味は「恐ろしい」「悪い」の意味であり、「優れた人であることは困難だ」という言葉は「優れた人であることは悪い」と言う意味なのだと述べる。プロタゴラスは、馬鹿げていると批判。
ソクラテスは、プロディコスと組んで戯れただけだと弁明しつつ、話題を変え、この詩のシモニデスの意図がどこにあるか述べたいと言う。プロタゴラスも、承認する。ソクラテスは、長々と演説を行う。
そしてソクラテスは、詩に関してはこれぐらいにして、元の話題に戻りたいと言う。プロタゴラスも、承認する。

### プロタゴラスとソクラテスの問答2

#### 「勇気」と「知恵」1
ソクラテスは、改めて、「徳」と、「正義」「節制」「敬虔」「勇気」「知恵」との関係を問う。プロタゴラスは、「正義」「節制」「敬虔」「勇気」「知恵」は「徳」の部分であるが、「勇気」だけは他の4つとは性格が異なると述べる。「正義」「節制」「敬虔」「知恵」が無くとも、「勇気」だけはあるような者もいる、それは「物を怖がらない人」であり、「多くの者が恐れて向かわない事柄に向かって猛進する人」であると。
ソクラテスは、「勇気」が「徳」の一部であり立派なものであり、また「怖がらないこと」を意味するのであれば、それは「正気を失っている」ようなことを指すのではなくて、「「知恵」を持っているがゆえに恐れない」といった意味になるのではないかと指摘。
プロタゴラスは、「勇気がある人は怖がらない」と「怖がらない人は勇気がある」は意味が異なり、両者を混同してはいけないこと、また、詭弁的な論法で以て「知恵」と「勇気」を混同してしまっていることを指摘。

#### 「善・悪」と「快・苦」
ソクラテスは、次に「苦悩・苦痛の内に生きる」のは「悪しき生」で、「楽しみの内に生きる」のは「善き生」であるか問う。プロタゴラスは、「立派な事柄を楽しみに生きるなら」という条件付きで同意。
ソクラテスは、プロタゴラスに「ある種の楽しみは悪」「ある種の苦しみは善」といった区別は持ち込まずに、単純に「楽しい」「苦しい」だけを考えてもらいたいと要請。プロタゴラスは、話はそれほど単純ではないと指摘しつつ、「楽しいものの中には、善でないものもある」「苦しいものの中には、悪でないものもある」「善悪どちらでもないようなものもある」と述べる。
ソクラテスは、プロタゴラスが言っている「楽しみ」とは、「快楽」（を持っているもの・生み出すもの）なのか問う。プロタゴラスは、肯定する。
ソクラテスは、それでは「「快楽」それ自体は善か否か」を問う。プロタゴラスは、考察してみようと述べる。

##### 「善・悪の知識」と「快・苦」
ソクラテスは、まず「知識」についての見解を問う。一般的に考えられているように、「知識」には力が無く、「知識」を持っていたとしても、人間は「激情」「快楽」「苦痛」「情熱」「恐怖」に支配されて動くのか、それとも逆に、「知識」こそが最も支配力のあるものなのか。プロタゴラスは、後者に賛同し、「知恵」「知識」に勝るものは無いと答える。
ソクラテスは、しかし世人の多くは、「人は最善の事柄を知っていて、それができるにもかかわらず、「快楽」「苦痛」に屈してしまう人たちが多い」と主張することを指摘。プロタゴラスも、同意する。ソクラテスは、それではその「何が最善かを知っていながら、「快楽」に負けて、それを行うことができない状態」は、一体何を意味するのか問う。

##### 「善・悪」と「結果としての快・苦」
ソクラテスは、それが例えば「飲食欲や肉欲に耽ることが楽しくて、悪いと知りつつ、なおそういったことを行うこと」を指すとして、その「悪い」というのは、「その瞬間の「快楽」ゆえ」なのか、それとも「後になって、病気・貧乏など善からぬものをもたらすがゆえ」なのか問う。プロタゴラスは、世人は後者と答えるだろうと指摘。
ソクラテスは、それでは「悪い」とされるのは、それが結果として病気・貧乏といった「苦痛」をもたらす（そして他の色々な「快楽」を奪う）ゆえなのではないかと指摘。プロタゴラスも、同意する。
ソクラテスは、次に「体育、従軍、医者の（切開・投薬・絶食）療法といった善いことが、苦しいことと言われている」ことを指摘しつつ、それらが「善い」というのは、「その瞬間の「苦痛」ゆえ」なのか、それとも「後になって、健康・肉体的条件・国家の安全・支配・富などをもたらすがゆえ」なのか問う。プロタゴラスは、世人は後者と答えるだろうと応じる。ソクラテスは、それでは「善い」とされるのは、それが結果として「快楽」をもたらすゆえなのではないかと指摘。プロタゴラスも、同意する。
ソクラテスは、したがって「「快楽」に負けて、「善」を行えない」だとか、「「善」は「快楽」とは何か別のもの、「悪」は「苦痛」とは何か別のもの」という主張はおかしいと指摘。

##### 「快・苦」の「計量の技術」
更にソクラテスは、「「快」＝「善」」「「苦」＝「悪」」ということが明らかになったのだから、今度は「善」と「悪」のみ、あるいは「快」と「苦」のみを用いて、先の意見を検討してみようと提案。そうすると、「「悪」を「悪」と知りながら、「快」に負けて「悪」を行う」という先の意見は、「「悪」を「悪」と知りながら、「善」に負けて「悪」を行う」ということになり、また他方では、「「苦」を「苦」と知りながら、「快」に負けて「苦」を行う」ということになる。これはつまりは、「目先の少ない「善」「快」に負けて、後の多くの「善」「快」を捨てる」ということであり、ここでは「快」の「量」のみが問題になっていることを指摘。そして、そうであるなら、秤にかけてより多い（重い）「快」の方を選べばいいと指摘。プロタゴラスも、同意する。
ソクラテスは、他方で我々の肉眼は、「近いものを大きく、遠いものを小さく」見せもする。すなわち、「近くの「快」を大きく、遠くの「快」を小さく」見せもすると指摘。
ソクラテスは、では、我々が生活を安全に保つためには、前者の「計量の技術」と、後者の「見えるがままの現象が人にうったえる力」、どちらに頼ったらいいだろうか問う。プロタゴラスは、世人たちも前者を選ぶだろうと答える。ソクラテスは、それでは我々が生活を安全に保つために必要なものは、ある種の「計量術」の「知識」であると指摘。したがって、先に世人の考えとして述べられたように、「「知識」が（目先の小さな）「快」に負ける」ということはなく、むしろ「計量術」の「知識」の不足、すなわち「無知」ゆえにこそ、（目先の小さな）「快」に負けるということを指摘。皆、同意する。
ソクラテスは、「悪い事柄に対する一種の予期」が「恐れ」ではないかと指摘。皆、同意する。ソクラテスは、では「自分が恐れない（悪い事柄ではないと予期する）事柄へ向かうことができるのに、あえて恐れる（悪い事柄であると予期する）事柄へ向かう者」などいないのではないかと指摘。皆、同意する。

#### 「勇気」と「知恵」2
ソクラテスは、以上を踏まえた上で、「勇気」の話に戻る。ソクラテスは、「勇気のある人」は、「恐ろしいもの向かう」のか、それとも「恐ろしくないものに向かう」のか問う。プロタゴラスは、前者は先の議論で退けられていると答える。ソクラテスは、それでは「勇気のある人」は、「恐ろしくないものに向かう」のであり、この点において、「臆病な人」と同じところに向かうと指摘。
プロタゴラスは、これを否定し、「戦争」を例に出す。「勇気のある人」は戦争に行くが、「臆病な人」は行かないと。ソクラテスは、この場合の「戦争」とは「立派」であり、「善い」行為なのではないかと指摘。プロタゴラスは、同意する。
ソクラテスは、「立派」で「善い」行為なら、「快い」ことなのではないかと指摘。プロタゴラスは、先の議論に従えばそうなると同意。ソクラテスは、では「臆病な人」は、それがより「立派」で「善い」ことで「快い」と知りながら、向かわないことがあるのか問う。プロタゴラスは、先の議論に従えばそうならないと否定。
ソクラテスは、では「臆病な人」を「臆病」たらしめているのは、「無知」であり、反対に「勇気」とは「恐ろしいものと恐ろしくないもの」を見分ける「知恵」なのではないかと指摘。プロタゴラスも、渋々認める。
ソクラテスは、プロタゴラスは今でも先に主張したように、「「無知」でありながら、「勇気」を持った者」がいると考えるのか問う。プロタゴラスは、降参してそれを否定する。

### 終幕
ソクラテスは、以上の議論はあくまでも、当初の目的である「徳は教えうるか」を考察するために、「徳」自体を考察してきたものに過ぎず、他意は無いと釈明。
しかし、この議論の結果、「徳は教えられない」と主張していたソクラテスが、「徳は知識である」ことを証明しようと努め、反対に「徳は教えることができる」と主張していたプロタゴラスが、「徳が知識以外の何ものかであればいい」という態度に懸命になるという、滑稽な事態に陥ってしまったと指摘。
ソクラテスは、プロタゴラスとまた別の機会に、この議論の続きを行うことを約束して、カリアスの家を去る。

## 論点

### 「徳は知識である」
本篇では、ソクラテスの特異な主張の1つとして知られる、
- 「徳は知識である」

という命題が登場する。
ただし、ソクラテスがこの命題で言うところの「知識」なるものは、ソフィスト達の言うような曖昧さや思い込みを孕んだ中途半端で通俗的な「知識」とは異なり、執拗なまでの整合性（無矛盾）の追求・探求によって目指されているものであることが、本篇でもソクラテスとプロタゴラスの対照性を通して露わにされている。

### 「善・悪」と「快・苦」は同一
また本篇では、「善・悪」と「快・苦」の同一性も説かれる。
これは広い意味での「快楽主義」とも言えるが、しかし本篇ではあくまでも、遠い先の「快」（としての「善」）も考慮に入れて計算できる「計量の技術」を併せた形で言及されており、むしろ「知性主義」（主知主義、intellectualism）寄りの発想、正確には、「知性主義」（主知主義）と「感情主義」（主情主義・快楽主義）を折衷・混合した発想と言える。そしてそのことは、『饗宴』や『パイドロス』といった中期の作品で、エロースが知的探求を助力するものとして主題的に扱われたり、快楽主義を主題とした後期対話篇『ピレボス』において、「快楽」と「思慮・知性・知識」の混合についての議論が展開されることで確認・傍証される。
それに対して、短絡的・通俗的な意味での単純な「快楽主義」はむしろ、「計量の技術」を伴わず「無知」にまみれて「見えるがままの目先の小さな「快」に負けるもの」として、否定的に言及されている。
ちなみに、この「計量の技術」については、中期対話篇『国家』『パイドロス』以降に、それが（哲学者（愛知者）たちが操る、（善・美といった）イデアへの到達手段としての）「ディアレクティケー」（弁証術・問答法）であることが、明かされることになる。

### 「悪は無知から生じる」
更に本篇では、上記の「徳は知識である」という命題や、「「善・悪」と「快・苦」の同一性」と関連して、
- 「悪は無知によって生じる」

という有名な命題も登場する。
目先の「快・苦」に目を奪われず、遠い先の「快・苦」も考慮して計算できる「計量の技術」の知恵を持ち合わせ、その見極めができるのであれば、あえて「快」（善）を避けて「苦」（悪）に向かう者などいないし、逆に言えば、そうした技術・知恵を持ち合わせず、「無知」であるがゆえに、「苦」（悪）に向かう者が生じるのだという旨が言及される。

### 「勇気」
本篇後部のソクラテスとプロタゴラスの問答は、直接的には、「勇気」についての問答である。
この問答においては、ソクラテスによる、
- 「勇気」とは、「恐ろしいものと恐ろしくないもの (善悪/将来的・結果的な快苦)」を見分ける「知恵 (知識)」である

という主張によって、プロタゴラスが論破されることになるが、この命題は、「勇気」を主題として扱った対話篇『ラケス』においても、ニキアスによって提示されているものであり、そこでは最終的に、「勇気」を「善・悪を見分ける知識」とすると、それはもう「徳の一部分」としての「勇気」の範疇に収まらず、「徳そのもの」と区別が付かなくなるということで、議論が行き詰まりに至っている。
いずれにしても、プラトンにおいては、「勇気」が「善・悪を見分ける知識」と一体不可分に扱われるべきものであるという点では、一貫・共通している。

## 日本語訳
- 藤沢令夫訳「プロタゴラス」『プラトン全集〈8〉 エウテュデモス プロタゴラス』 山本光雄・藤沢令夫訳、岩波書店 1975年、復刊2005年
  - 藤沢令夫訳『プロタゴラス』 岩波文庫、1988年。ISBN 4003360192
- 中澤務訳『プロタゴラス～あるソフィストとの対話～』  光文社古典新訳文庫、2010年。ISBN 978-4334752217